# Ponç II d'Albi
Ponç II d'Albi fou comte d'Albi vers 975 a una data desconeguda posterior al 987.
Com que Ramon (V) de Tolosa apareix com a comte d'Albi fins vers el 975, es suposa que fou fill seu, i que li va cedir el comtat llavors (o a la seva mort el 978). El seu parentiu no està documentat però els comtats no canviaven de mans fàcilment i el més lògic és que fos el fill que va rebre el comtat per donació o herència o més improbablement per usurpació (però encara en aquest cas seria de la casa de Tolosa). Apareix esmentat en una donació a l'església d'Albí ("Pontius comes Albiæ" dona "illum meum vicum Viancii" a l'església per consell del vescomte Isarn) datada el setembre de 987. A la seva mort, que s'hauria produït sense fills, el comtat va passar al seu germà Guillem III Tallaferro.